# Autostrada A26 (Niemcy)

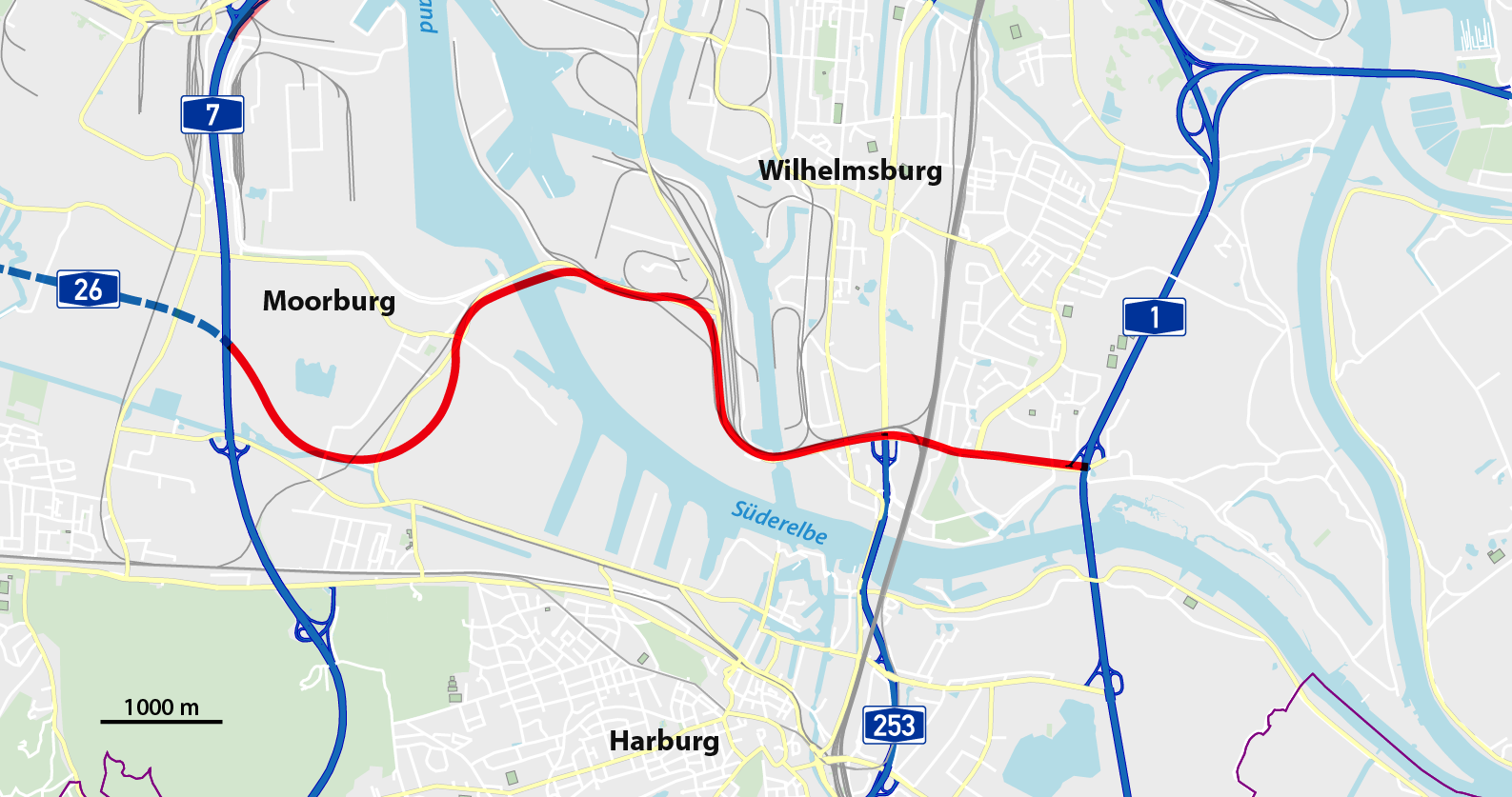
Planowany przebieg A26 w Hamburgu

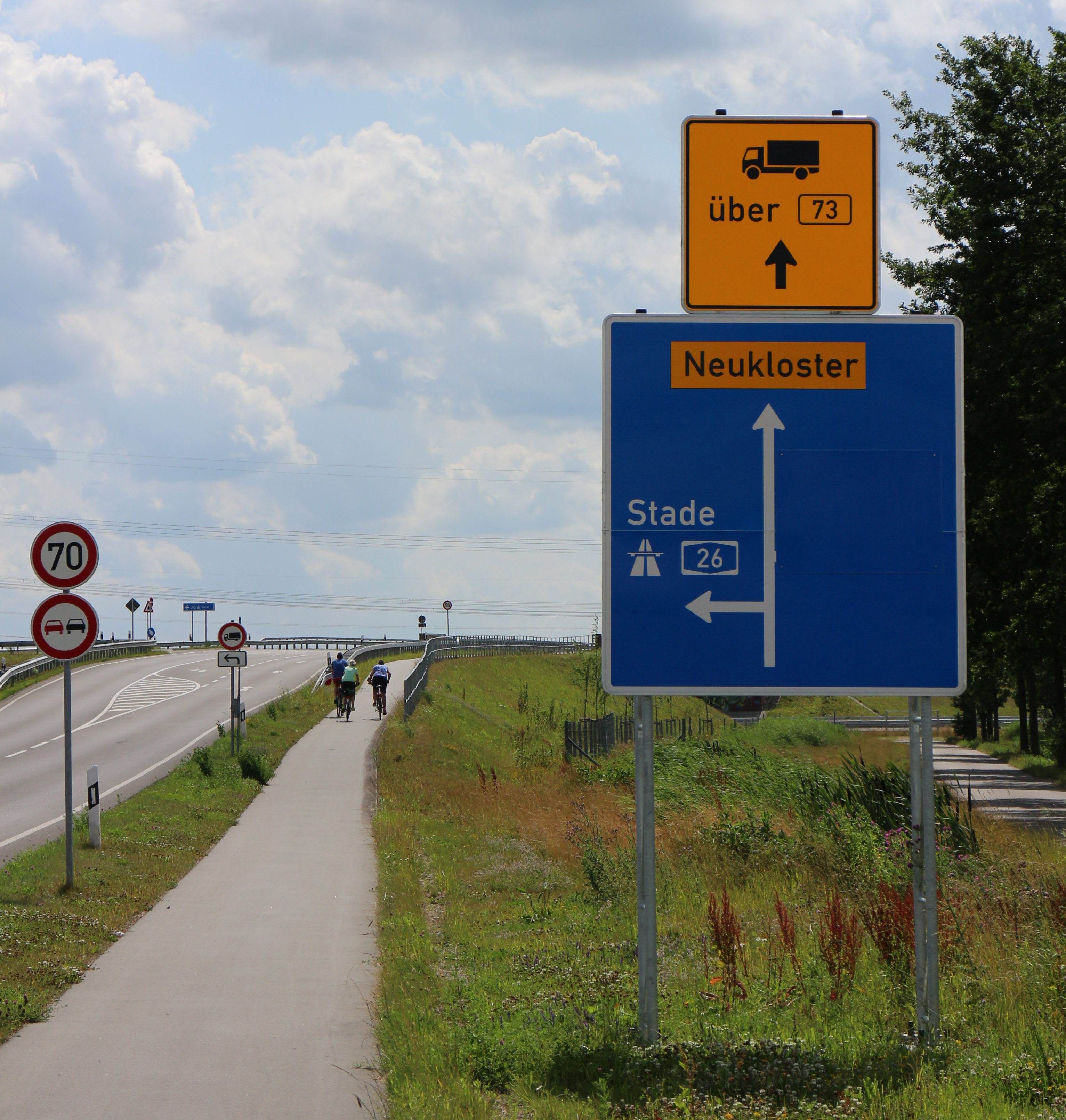
Dojazd do węzła Jork. Samochody ciężarowe kierowane są objazdem w ciągu drogi B73

Autostrada A26 (niem. Bundesautobahn 26 (BAB 26) także Autobahn 26 (A26)) – autostrada w Niemczech, która ma prowadzić dwupasmowo od Drochtersen przez Stade i Horneburg do Hamburga. Autostrada A26 ma zastąpić częściowo drogę krajową B73. Omawiana droga znana jest z licznych wypadków ze skutkiem śmiertelnym, spowodowanych przeważnie nadmierną prędkością, niewystarczającą ostrożnością i przeszacowaniem własnych umiejętności uczestników ruchu. Prasa bulwarowa określa drogę B73 „trasą śmierci”.

## Historia
Budowę pierwszego, ok. 12-kilometrowej długości odcinka między Stade a Horneburg rozpoczęto w 2002 roku a do ruchu oddano 23 października 2008. 
Postanowienie budowy drugiego – 9,15-kilometrowego odcinka między Horneburg a Buxtehude zapadło już w 2004 roku. Pierwszy fragment drugiego odcinka między Horneburg a Jork gotowy był już w połowie 2014 roku, jednak cały odcinek oddano do ruchu dopiero 17 lipca 2015.
Trzeci odcinek (4,1 km) prowadzić ma od Buxtehude przez Neu Wulmstorf-Rübke do granicy kraju związkowego Hamburg / Dolna Saksonia. Prace rozpoczęto 5 września 2013 roku a ukończenie planowane jest na rok 2021.
Koszt wybudowania 16,1 km od Stade do  węzła Jork wyniósł 52,2 miliony Euro.
W maju 2004 roku komisja transportu Bundestagu postanowiła o przedłużeniu autostrady od Stade do Drochtersen i włączeniu jej do planowanej autostrady A20. Również i ten odcinek znajduje się obecnie w fazie projektu.